# Gazost
Gazost ist eine französische französische Gemeinde mit 129 Einwohnern (Stand 1. Januar 2022) im Département Hautes-Pyrénées in der Region Okzitanien (vor 2016: Midi-Pyrénées). Sie gehört zum Arrondissement Argelès-Gazost und zum Kanton Lourdes-2.
Die Einwohner werden Gazostais und Gazostaises genannt.

## Geographie
Die Gemeinde Gazost liegt in den Pyrenäen, circa acht Kilometer südöstlich von Lourdes in der historischen Grafschaft Bigorre. Die höchste Erhebung im Gemeindegebiet ist der Pic de Montaigu mit 2339 m über dem Meer. Das Gemeindegebiet wird vom Flüsschen Nès mit seinem Zuflüssen zum Gave de Pau entwässert.
Umgeben wird Gazost von den zehn Nachbargemeinden:
| Ourdon Berbérust-Lias | Juncalas Cheust                             | Ourdis-Cotdoussan Germs-sur-l’Oussouet |
| Saint-Pastous         | Kompassrose, die auf Nachbargemeinden zeigt | Bagnères-de-Bigorre                    |
| Vier-Bordes           | Beaucens                                    |                                        |

## Einwohnerentwicklung
Nach Beginn der Aufzeichnungen stieg die Einwohnerzahl in der zweiten Hälfte des 19. Jahrhunderts auf einen Höchststand von rund 575. In der Folgezeit sank die Größe der Gemeinde bei kurzen Erholungsphasen bis zu den 1970er Jahren auf einen Tiefststand von 125 Einwohnern, bevor sie sich seit der Jahrtausendwende auf ein Niveau von rund 135 Einwohnern stabilisierte.
| Jahr      | 1962 | 1968 | 1975 | 1982 | 1990 | 1999 | 2006 | 2011 | 2022 |
| --------- | ---- | ---- | ---- | ---- | ---- | ---- | ---- | ---- | ---- |
| Einwohner | 190  | 159  | 125  | 125  | 135  | 117  | 135  | 138  | 129  |

## Sehenswürdigkeiten

### Pfarrkirche Saint-Jean-Baptiste
Während der Glockengiebel aus dem 17. und 18. Jahrhundert datiert, zeigt der Eingang zwei Elemente aus dem Mittelalter. Die Kirche wurde vollständig renoviert, nachdem ein Erdbeben im Jahre 1854 die Wände rissig werden ließ, und besitzt ein einschiffiges Langhaus mit zwei Seitenkapellen, das mit einem Tonnengewölbe aus Holz versehen ist. Im Kircheninneren wurde im Jahre 1908 während Arbeiten ein Altar mit einer heidnischen Votivtafel gefunden, die der Göttin des Wassers Belgoni gewidmet war. Sie trägt die Inschrift „BELGON DEO, IULUS CERTUS. V(otum).S (olvit).L (iben) .M (erito)“ (deutsch An die Göttin Belgoni, Julius Certus, mit einer Dankbarkeit, in der Erfüllung eines Wunsches). In der gallorömischen Zeit war das Wasser von Gazost sehr geschätzt. Seit der Renovierung ist die Tafel allerdings verschwunden. Die zwei hölzernen Statuen des Chors repräsentieren den Schutzpatron der Kirche, Johannes den Täufer, und den heiligen Faustus. Das zentrale Gemälde hinter dem Altar zeigt die Kreuzigung Christi.

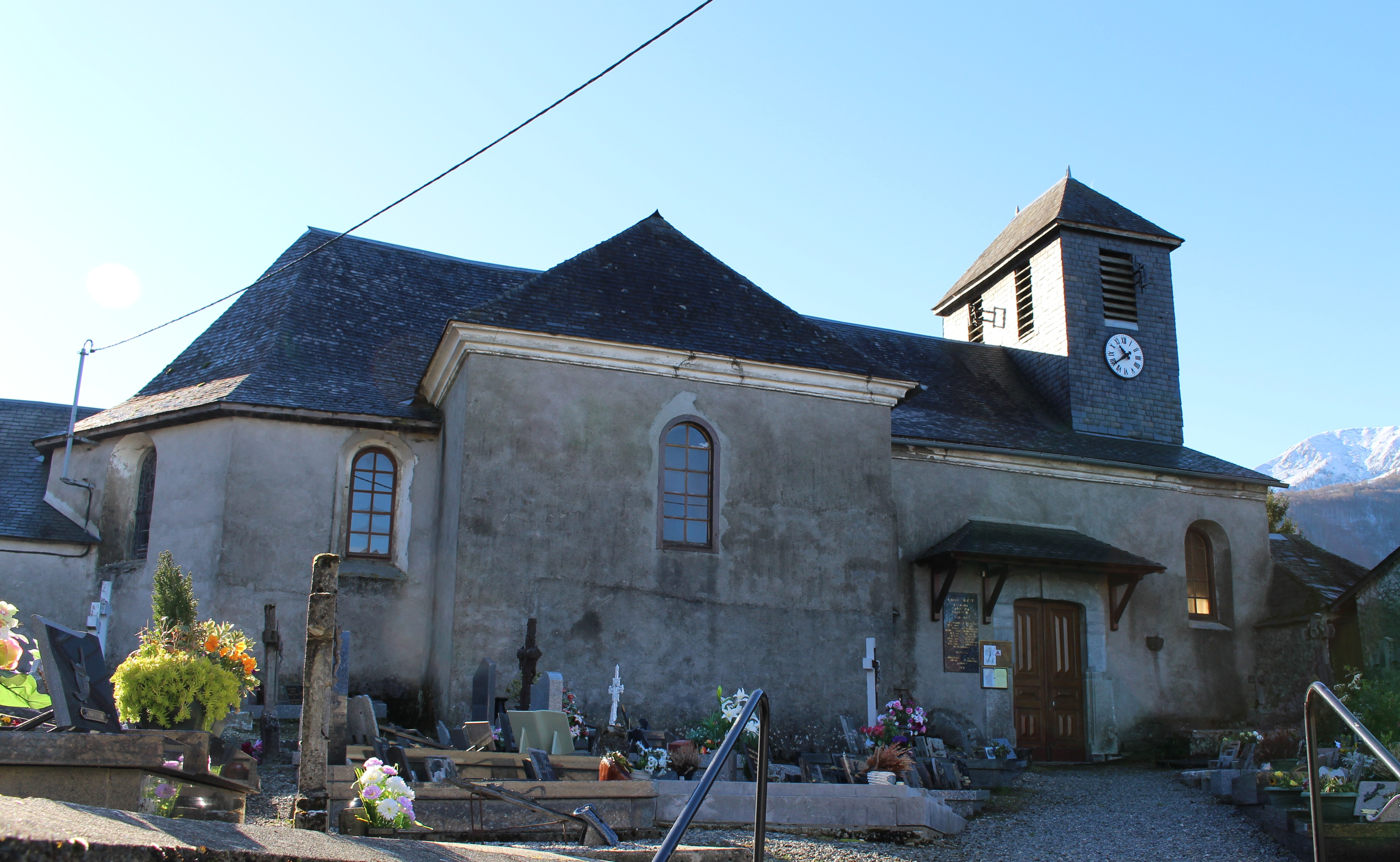
Pfarrkirche Saint-Jean-Baptiste
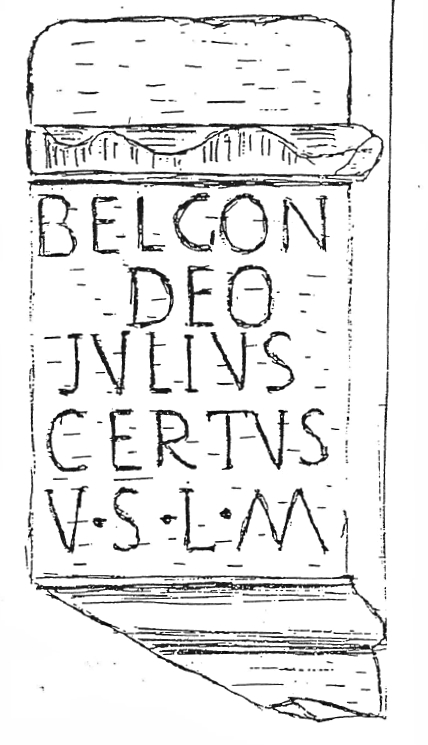
Votivtafel
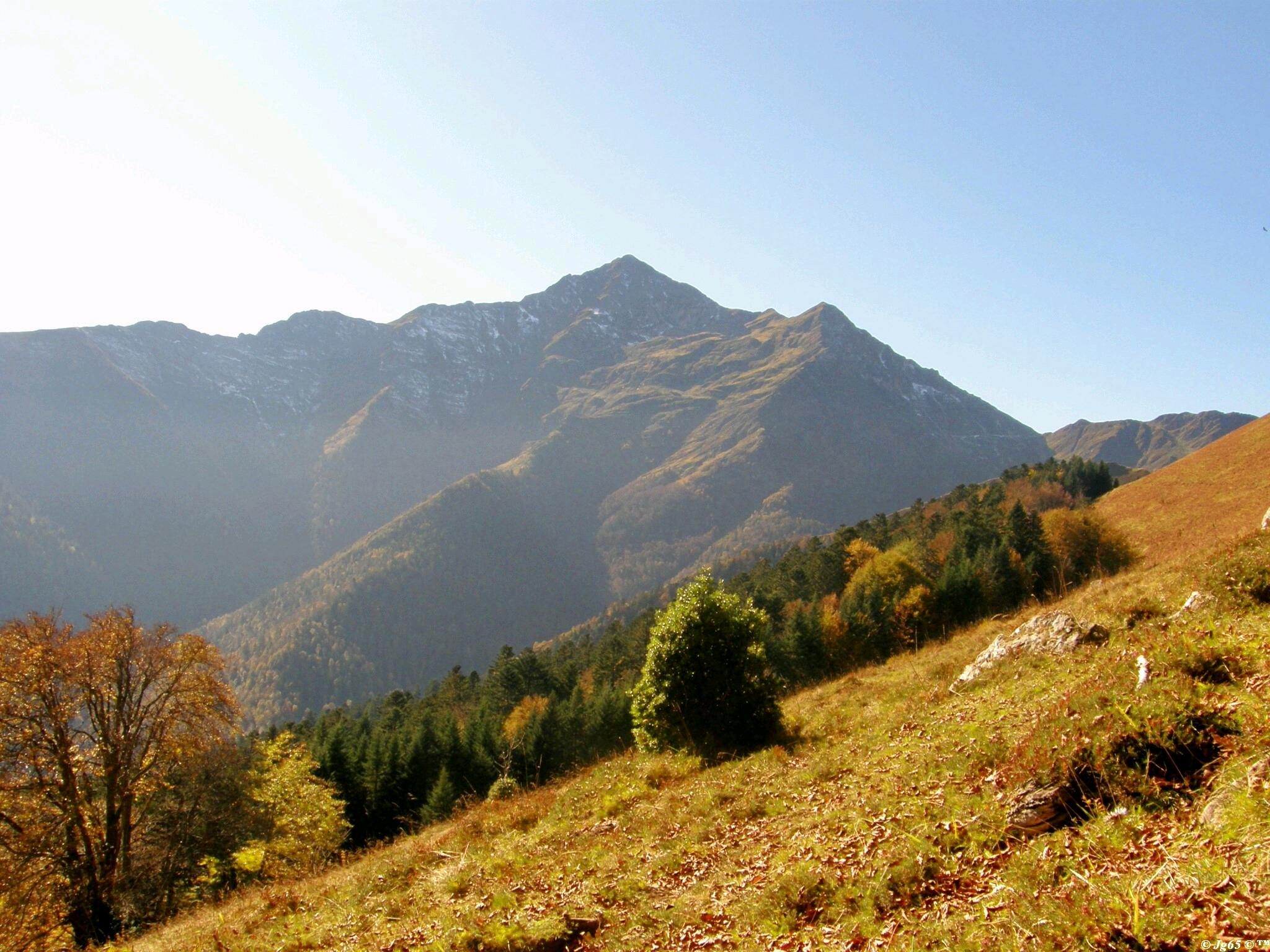
Pic de Motaigu (2339 m)
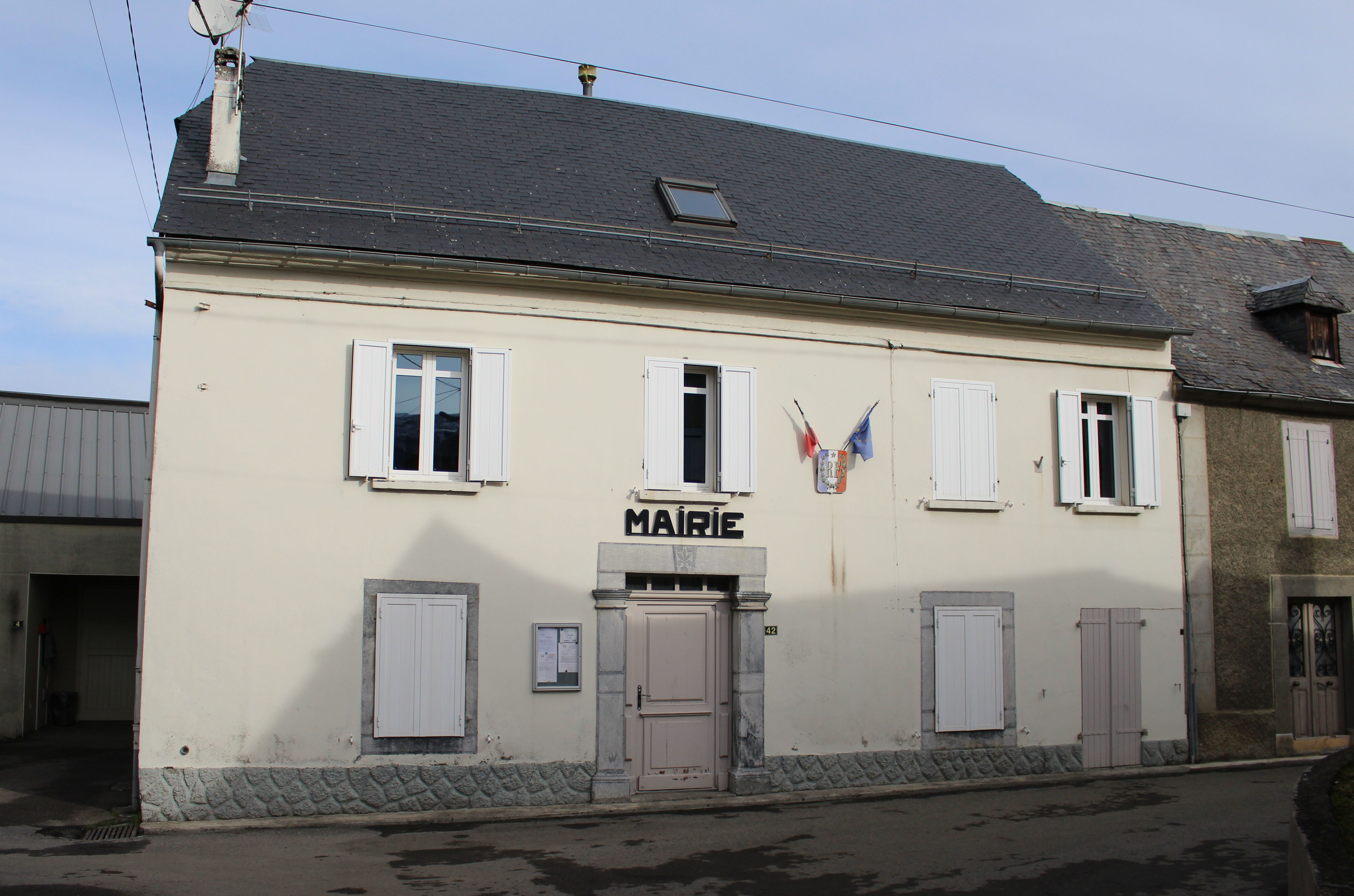
Rathaus (mairie)
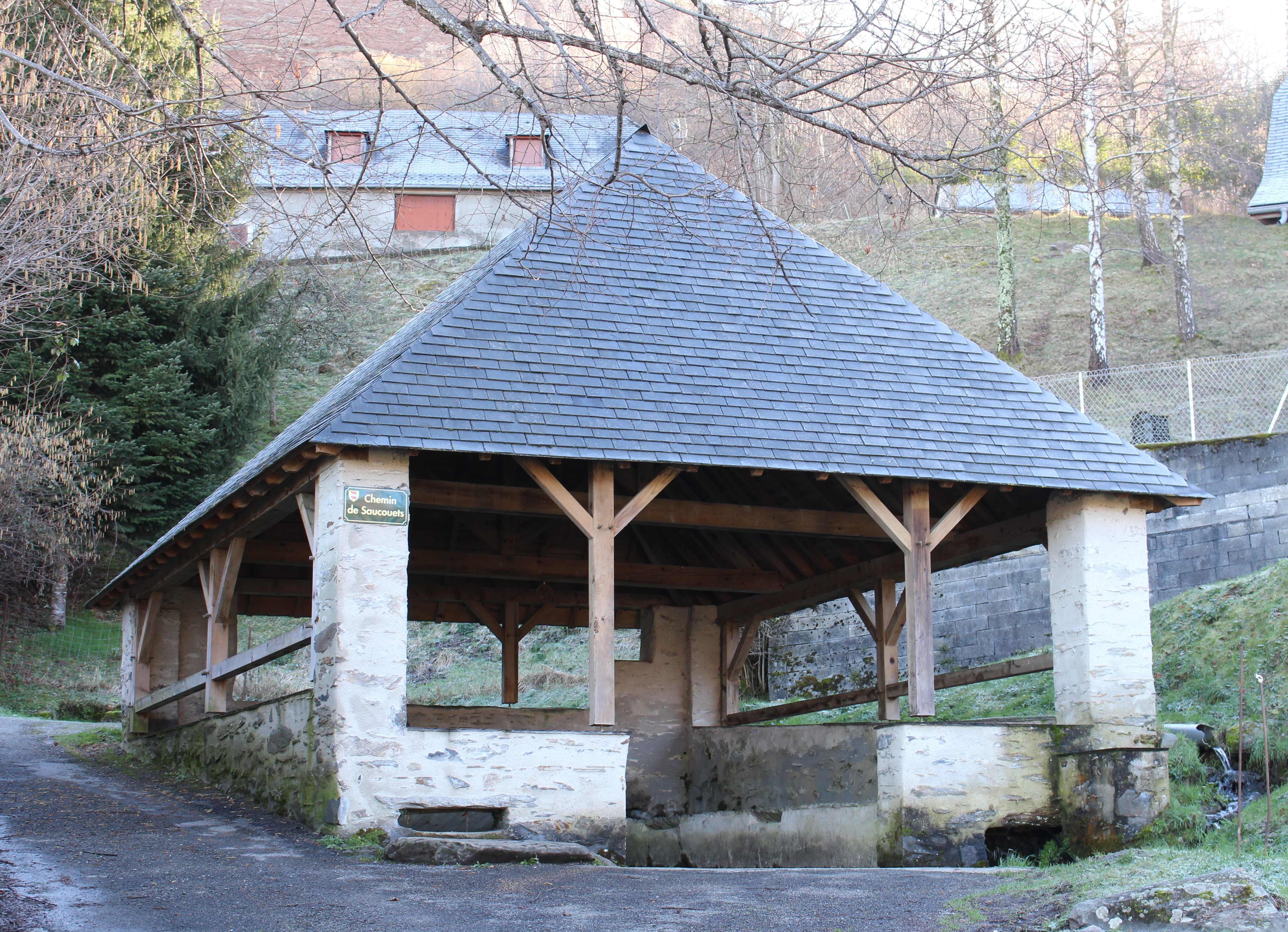
Ehemaliges öffentliches Waschhaus

### Schwefelhaltige Quellen
Hount Pudio, Nabias, Source noire, Source Bagneroles.

## Wirtschaft und Infrastruktur
Gazost liegt in den Zonen AOC der Schweinerasse Porc noir de Bigorre und des Schinkens Jambon noir de Bigorre.

### Verkehr
Gazost ist erreichbar über die Route départementale 7, die hier als Stichstraße endet.